# Deutsche Einband-Meisterschaft 1983/84

Veranstaltungsort: Gütersloh

Die Deutsche Einband-Meisterschaft 1983/84 ist eine Billard-Turnierserie und fand am 15. Oktober 1983 in Gütersloh zum 30. Mal statt.

## Geschichte
Wolfgang Zenkner gewann in Gütersloh seinen dritten deutschen Einbandtitel in Folge. Wieder einmal war Thomas Wildförster der Leidtragende. Er verlor zum wiederholten mal das Finale. Platz drei ging an den Dreibandspezialisten Edgar Bettzieche.

## Modus
Gespielt wurde in den Qualifikationsgruppen bis 150 Punkte oder 40 Aufnahmen. In der Endrunde wurden zwei Gewinnsätze bis 75 Punkte gespielt. Das gesamte Turnier wurde mit Nachstoß gespielt.
Die Endplatzierung ergab sich aus folgenden Kriterien:
1. Matchpunkte
2. Satzverhältnis (SV)
3. Generaldurchschnitt (GD)
4. Bester Einzeldurchschnitt (BED)
5. Höchstserie (HS)

## Teilnehmer (nach Ausgangsklassement)
1. Wolfgang Zenkner (BSV München), Titelverteidiger
2. Thomas Wildförster (BSV Velbert)
3. Edgar Bettzieche (DBC Bochum)
4. Willi Steinberger (BC Kempten)

### Turnierverlauf
| # | Name                                       | MP  | GD   | BED  | HS |
| - | ------------------------------------------ | --- | ---- | ---- | -- |
| 1 | Willi Steinberger (BC Kempten)             | 4:2 | 3,50 | 4,28 | 25 |
| 2 | Peter Sporer (BSV München)                 | 4:2 | 3,45 | 4,16 | 24 |
| 3 | Fritz Günther (BC Viktoria 09 Neunkirchen) | 4:2 | 3,20 | 3,45 | 25 |
| 4 | Guido Schmidt (BC 1921 Elversberg)         | 0:6 | 2,17 | –    | 17 |

| MP    | Match Punkte (Sieger = 2; Unentschieden = 1; Verlierer = 0) |
| SV    | Satzverhältnis (nur bei Turnieren im Satzsystem)            |
| Pkte. | Erzielte Karambolagen                                       |
| Aufn. | benötigte Aufnahmen                                         |
| GD    | Generaldurchschnitt                                         |
| MGD   | Mannschafts-Generaldurchschnitt                             |
| BED   | Bester Einzeldurchschnitt eines Spielers                    |
| BEMD  | Bester Einzeldurchschnitt einer Mannschaft                  |
| BSD   | Bester Satzdurchschnitt eines Spielers                      |
| HS    | Höchstserie                                                 |
| WRP   | Weltranglistenpunkte                                        |

| # | Name                                  | MP  | GD    | BED   | HS |
| - | ------------------------------------- | --- | ----- | ----- | -- |
| 1 | Thomas Wildförster (BSV Velbert)      | 6:0 | 12,50 | 16,66 | 49 |
| 2 | Klaus Hose (BSV Duisburg-Hochfeld 74) | 4:2 | 5,84  | 8,82  | 42 |
| 3 | Heinz Ohagen (BSV Velbert)            | 2:4 | 3,72  | 3,40  | 30 |
| 4 | Volker Simanowski (BSV Velbert)       | 0:6 | 3,01  | –     | 25 |

| MP    | Match Punkte (Sieger = 2; Unentschieden = 1; Verlierer = 0) |
| SV    | Satzverhältnis (nur bei Turnieren im Satzsystem)            |
| Pkte. | Erzielte Karambolagen                                       |
| Aufn. | benötigte Aufnahmen                                         |
| GD    | Generaldurchschnitt                                         |
| MGD   | Mannschafts-Generaldurchschnitt                             |
| BED   | Bester Einzeldurchschnitt eines Spielers                    |
| BEMD  | Bester Einzeldurchschnitt einer Mannschaft                  |
| BSD   | Bester Satzdurchschnitt eines Spielers                      |
| HS    | Höchstserie                                                 |
| WRP   | Weltranglistenpunkte                                        |

| # | Name                                 | MP  | GD   | BED  | HS |
| - | ------------------------------------ | --- | ---- | ---- | -- |
| 1 | Edgar Bettzieche (DBC Bochum)        | 6:0 | 5,35 | 6,00 | 34 |
| 2 | Norbert Witte (BG Bottrop 24)        | 4:2 | 4,04 | 9,37 | 23 |
| 3 | Jürgen Diehle (Dortmunder BVg 26/35) | 2:4 | 3,30 | 3,40 | 20 |
| 4 | Axel Höpken (BC Bremen 1963)         | 0:6 | 3,02 | –    | 24 |

| MP    | Match Punkte (Sieger = 2; Unentschieden = 1; Verlierer = 0) |
| SV    | Satzverhältnis (nur bei Turnieren im Satzsystem)            |
| Pkte. | Erzielte Karambolagen                                       |
| Aufn. | benötigte Aufnahmen                                         |
| GD    | Generaldurchschnitt                                         |
| MGD   | Mannschafts-Generaldurchschnitt                             |
| BED   | Bester Einzeldurchschnitt eines Spielers                    |
| BEMD  | Bester Einzeldurchschnitt einer Mannschaft                  |
| BSD   | Bester Satzdurchschnitt eines Spielers                      |
| HS    | Höchstserie                                                 |
| WRP   | Weltranglistenpunkte                                        |

### Finalrunde
| Name               | MP  | SV  | 1. Satz | 2. Satz | 3. Satz | Pkte. | Aufn. | GD    | BSD   | HS |
| ------------------ | --- | --- | ------- | ------- | ------- | ----- | ----- | ----- | ----- | -- |
| Halbfinale         |     |     |         |         |         |       |       |       |       |    |
| Thomas Wildförster | 2:0 | 4:0 | 75(6)   | 75(9)   |         | 150   | 15    | 10,00 | 12,50 | 40 |
| Edgar Bettzieche   | 0:2 | 0:4 | 10(6)   | 20(9)   |         | 30    | 15    | 2,00  | –     | 5  |
| Wolfgang Zenkner   | 2:0 | 4:2 | 75(15)  | 43(16)  | 75(9)   | 193   | 40    | 4,82  | 8,33  | 22 |
| Willi Steinberger  | 0:2 | 2:4 | 19(15)  | 75(16)  | 38(9)   | 132   | 40    | 3,30  | 4,68  | 24 |
| Spiel um Platz 3   |     |     |         |         |         |       |       |       |       |    |
| Edgar Bettzieche   | 2:0 | 4:0 | 75(13)  | 75(18)  |         | 150   | 31    | 4,83  | 5,76  | 27 |
| Willi Steinberger  | 0:2 | 0:4 | 36(13)  | 58(18)  |         | 94    | 31    | 3,03  | –     | 20 |
| Finale             |     |     |         |         |         |       |       |       |       |    |
| Thomas Wildförster | 0:2 | 0:4 | 19(5)   | 32(6)   |         | 51    | 11    | 4,63  | –     | 20 |
| Wolfgang Zenkner   | 2:0 | 4:0 | 75(5)   | 75(6)   |         | 150   | 11    | 13,63 | 15,00 | 52 |

### Abschlusstabelle
| MP    | Match Punkte (Sieger = 2; Unentschieden = 1; Verlierer = 0) |
| SV    | Satzverhältnis (nur bei Turnieren im Satzsystem)            |
| Pkte. | Erzielte Karambolagen                                       |
| Aufn. | benötigte Aufnahmen                                         |
| GD    | Generaldurchschnitt                                         |
| MGD   | Mannschafts-Generaldurchschnitt                             |
| BED   | Bester Einzeldurchschnitt eines Spielers                    |
| BEMD  | Bester Einzeldurchschnitt einer Mannschaft                  |
| BSD   | Bester Satzdurchschnitt eines Spielers                      |
| HS    | Höchstserie                                                 |
| WRP   | Weltranglistenpunkte                                        |

| Klassement                | Klassement         | Klassement | Klassement | Klassement | Klassement | Klassement | Klassement | Klassement | Klassement |
| Platz                     | Name               | MP         | SV         | Pkte.      | Aufn.      | GD         | BED        | BSD        | HS         |
| ------------------------- | ------------------ | ---------- | ---------- | ---------- | ---------- | ---------- | ---------- | ---------- | ---------- |
| 1                         | Wolfgang Zenkner   | 4:0        | 8:2        | 343        | 51         | 6,72       | 13,63      | 15,00      | 52         |
| 2                         | Thomas Wildförster | 2:2        | 4:4        | 201        | 26         | 7,73       | 10,00      | 12,50      | 40         |
| 3                         | Edgar Bettzieche   | 2:2        | 4:4        | 180        | 46         | 3,91       | 4,83       | 5,76       | 27         |
| 4                         | Willi Steinberger  | 0:4        | 2:8        | 226        | 71         | 3,18       | –          | 4,68       | 24         |
| Turnierdurchschnitt: 4,89 |                    |            |            |            |            |            |            |            |            |